# Joell Ortiz
Joell Ortiz, né le 6 juillet 1980 à Brooklyn, New York, est un rappeur américain d'origine portoricaine. Il est également membre du supergroupe Slaughterhouse.

## Biographie
Né de parents portoricains, Joell Ortiz grandit à Brooklyn. Rappant depuis l'âge de treize ans, Ortiz apparaît dans la colonne Unsigned Hype du magazine The Source en 2004 et figure également dans le Chairman's Choice du magazine XXL. Toujours en 2004, il remporte la battle d'EA Sports, ce qui permet à sa chanson Mean Business de figurer sur la bande son du jeu vidéo NBA Live 2005. Au même moment Jermaine Dupri lui propose un contrat sur son label, So So Def, mais les deux rappeurs ne réussissent pas à s'entendre et l'accord n'aboutit pas. Après avoir collaboré avec KRS-One et Kool G Rap, le rappeur participe en 2006 au remix du tube de Frankie Cutlass, Puerto Rico.
En 2007, il signe sur le label de Dr. Dre, Aftermath Entertainment. La même année, il publie son premier album studio, The Brick: Bodega Chronicles au label Koch, label avec lequel il est toujours engagé. L'opus comprend des productions de The Alchemist et Showbiz et des featurings de Big Daddy Kane, Styles P, Big Noyd, Akon, Immortal Technique, ou encore Ras Kass. En avril 2008, Joell Ortiz quitte Aftermath Entertainment sans avoir publié d'album. La même année, il forme le supergroupe Slaughterhouse avec Crooked I, Joe Budden et Royce da 5'9", dont l'album éponyme sort le 11 août 2009. Durant l'année 2009, Ortiz produit plusieurs remixes et freestyles dont la mixtape Road Kill qui est bien accueillie par la presse spécialisée.
Après trois années passées chez E1 Entertainement, Ortiz quitte le label en novembre 2010. En février 2011, il sort son deuxième et dernier album chez E1 Music, Free Agent. La même année, après une tentative avortée de signature chez SRC Records, le rappeur devient un artiste indépendant, sans label.  Depuis 2012, Ortiz est signé chez Shady Records, le label d'Eminem. Le 16 septembre 2014, Joell publie son troisième album House Slippers. L'album fait participer Lee Carr, B.o.B, Mally Stakz, Royce da 5'9", Joe Budden, Crooked I, Sahlance, Maino et Kaydence. Il contient les singles House Slippers et Music Saved My Life.

## Discographie

### Albums studio
- 2007 : The Brick: Bodega Chronicles
- 2011 : Free Agent
- 2014 : House Slippers
- 2019 : Monday
- 2021 : Autograph

### EP
- 2010 : Farewell Summer EP

### Mixtapes
- 2007 : Who the Fuck Is Joell Ortiz?
- 2009 : Joell Ortiz Covers the Classics
- 2009 : Road Kill
- 2010 : Defying the Predictable (avec Novel)
- 2010 : Me, Myself, and I
- 2010 : Pre-Agent
- 2010 : Project Boy
- 2010 : Me, Myself and I (Part 2)
- 2011 : Me, Myself and I (Part 3)
- 2012 : Brooklyn